# Elke Ried
Elke Ried (* 1953 in Duisburg) ist eine deutsche Filmproduzentin.

## Biografie
Elke Ried ist studierte Diplom-Pädagogin. Von 1979 bis 1991 war sie stellvertretende Leiterin des Kinder- und Jugendfilmzentrums in Remscheid und Co-Direktorin des internationalen Kinderfilmfestivals in Frankfurt am Main. Ab 1992 leitete sie das Festival Goldener Spatz. Von 1999 bis 2016 war sie Geschäftsführerin der Filmproduktionsfirma Zieglerfilm in Köln.

## Filmografie (Auswahl)
- 2003: Der zehnte Sommer
- 2006: Der Seehund von Sanderoog
- 2006: Der beste Lehrer der Welt
- 2006: Tollpension
- 2008: Das tapfere Schneiderlein
- 2008–2011: Die Anrheiner (Fernsehserie, 44 Folgen)
- 2009: Der gestiefelte Kater
- 2013: Alles für meine Tochter
- 2014: Till Eulenspiegel
- 2015: Hans im Glück